# چزاره والیناسو
چزاره والیناسو (انگلیسی: Cesare Valinasso; ۲۷ نوامبر ۱۹۰۹ – ۴ آوریل ۱۹۹۰) بازیکن فوتبال اهل ایتالیا بود.
از باشگاه‌هایی که در آن بازی کرده‌است می‌توان به باشگاه فوتبال یوونتوس، باشگاه فوتبال رجینا، باشگاه فوتبال آ.اس. رم، و باشگاه فوتبال ونتزیا اشاره کرد.